# Lieu de pèlerinage
 (mars 2022).
Dans différentes religions, un lieu de pèlerinage est un endroit d'une importance religieuse particulière - un sanctuaire - et, en tant que tel, la destination d'un pèlerinage. On attribue à la visite d'un lieu de pèlerinage des effets particuliers, comme la guérison de maladies.
Une tradition de pèlerinage peut être provoquée par un événement tel qu'un miracle ou une apparition de la Vierge Marie, ou par la vénération d'une personnalité de la religion concernée qui a œuvré ou qui est enterrée dans le lieu ; dans le christianisme, il s'agit généralement de saints et les lieux sont généralement dotés d'une église de pèlerinage. Les jours de commémoration de ces personnes ou événements, les lieux de pèlerinage sont souvent visités par des milliers de pèlerins.
Au sens figuré, le terme de lieu de pèlerinage est également utilisé dans le cadre de visites tout au plus quasi-religieuses, par exemple lorsque les fans d'un musicien pop décédé se rendent en grand nombre sur sa tombe ou dans son ancienne maison. Cet effet peut également être problématique lorsque, par exemple, des partisans d'une tendance politique extrême se rendent sur la tombe d'un représentant connu de cette idéologie et mettent cela en scène comme une manifestation politique.

## Judaïsme
Jérusalem, Israël, Judée et Samarie sont les grands lieux de pèlerinage du judaïsme, particulièrement le dernier mur du Temple de Jérusalem et le tombeau d'Abraham, de Jacob et des matriarches, à Hébron.
Dans l'Antiquité, le pèlerinage au Temple à Jérusalem donne lieu à des cérémonies dans le temple, des offrandes et des sacrifices sanglants. Les pèlerins y viennent en nombre à l'occasion de trois fêtes: Pessah, Chavouoth et Soukkot.
Des tombes de rabbins remarquables par leur sagesse donnent lieu à des pèlerinages en Israël et aussi en diaspora. On peut mentionner, en Israël, la tombe de rabbi Meïr (Galilée), et en diaspora celles du Baal Shem Tov (Ukraine), du rabbin Ephraim Al-Naqawa (Tlemcen, Algérie), de Amram ben Diwan (près de Ouazzane, Maroc). 

## Christianisme
Dans le christianisme, les premiers pèlerinages ont conduit à de tels lieux que l'on associait, selon la tradition ou la tradition, à la vie, à la mort et à la résurrection de Jésus-Christ. Des témoignages datant du 4e siècle attestent qu'il existait déjà à cette époque des pèlerinages en Terre sainte. Au fur et à mesure que le christianisme se répandait, des pèlerinages étaient organisés à Rome pour se rendre sur les tombes des premiers martyrs chrétiens et sur des sites reproduisant des lieux de Terre sainte, comme les Monts Sacrés du Piémont italien et de la Lombardie. Des pèlerinages ont également été organisés sur les tombes d'autres saints, ainsi que sur les lieux où l'on rapportait des apparitions mariales et des guérisons miraculeuses. Au fil du temps, une église de pèlerinage ou un "quartier sacré" ont été construits dans ces lieux pour accueillir les pèlerins. 

## Principaux lieux de pèlerinage
- Les principaux lieux de pèlerinage de l'Antiquité grecque étaient Epidaure, Delphes et Éphèse, cette dernière ayant été transformée en lieu de pèlerinage de l'ancienne Église.
- Jérusalem (et d'autres lieux de pèlerinage israéliens) est considérée comme un lieu de pèlerinage important dans les trois religions abrahamiques : le judaïsme, le christianisme et l'islam.

### Christianisme

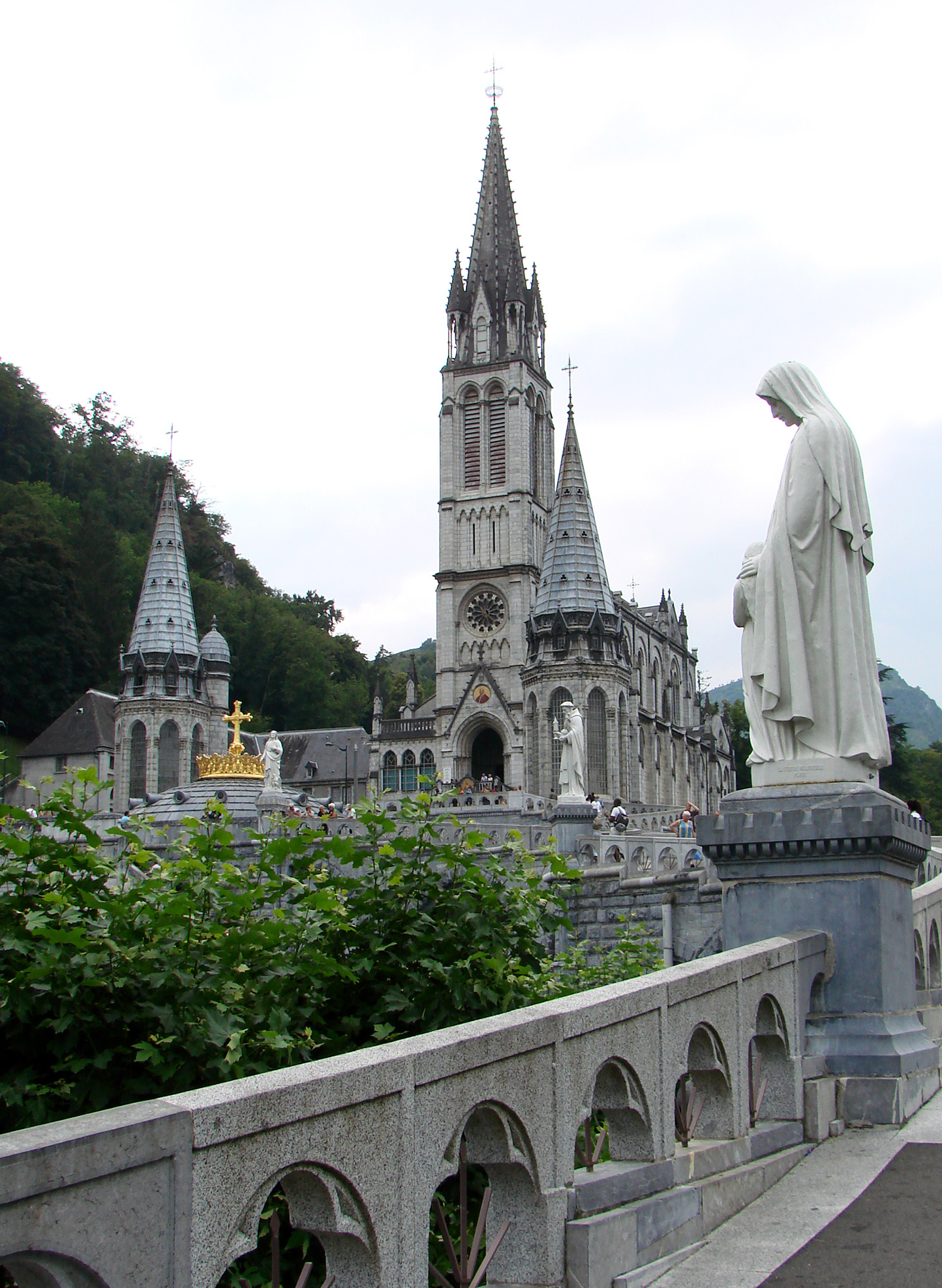
Basilique Notre-Dame du Rosaire à Lourdes.

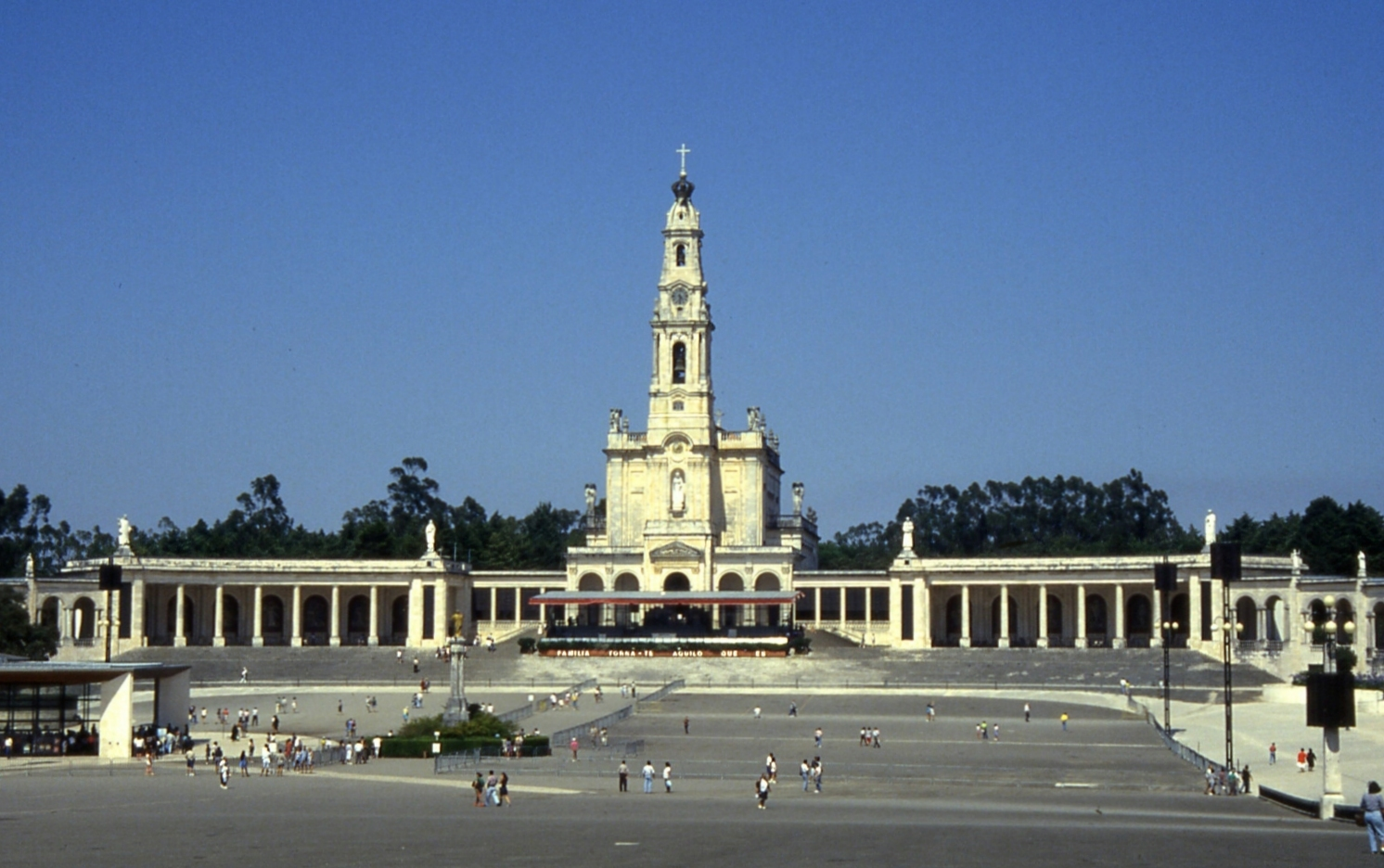
Le sanctuaire de Notre-Dame de Fatima.

- Le deuxième lieu de pèlerinage le plus important du christianisme après la Terre sainte est Rome, où se trouvent les origines de l'Église occidentale et les tombes des apôtres Pierre et Paul : environ 18 millions de pèlerins par an.

- Outre Rome et la Terre sainte, le tombeau de l'apôtre Jacques à Saint-Jacques-de-Compostelle (Espagne) était l'une des grandes destinations de pèlerinage chrétien au Moyen Âge et continue d'attirer de nombreux pèlerins.
- La basilique de la Vierge de Guadalupe au Mexique accueille encore plus de pèlerins, soit environ 20 millions. Le plus grand lieu de pèlerinage du Brésil, avec 8 millions de pèlerins par an[2], est Aparecida, dans l'État de São Paulo, où Marie est apparue à trois pêcheurs en 1717.
- Les lieux de pèlerinage marial ont une importance particulière en Europe :
  - Lourdes, dont l'origine remonte aux apparitions mariales de Bernadette Soubirous en 1858 ; Lourdes est devenu en quelques années le lieu de pèlerinage le plus important d'Europe.
  - Fátima au Portugal. Le 13 mai 1917, la Vierge Marie y serait apparue à trois enfants bergers dans un champ libre ; elle leur aurait ordonné de revenir à l'avenir à cet endroit tous les 13 du mois.
- En Allemagne, Altötting en Bavière et Kevelaer dans le Bas-Rhin sont d'une importance suprarégionale.
- En Autriche, les lieux de pèlerinage importants sont la basilique de Mariazell, Maria Plain et St Leonhard ob Tamsweg.
- En Pologne, le lieu de pèlerinage le plus important est Częstochowa avec la Vierge noire.
- Les lieux de pèlerinage importants en Suisse sont le monastère d'Einsiedeln (pèlerinage marial) et Flüeli-Ranft (Nicolas de Flüe).

### Islam

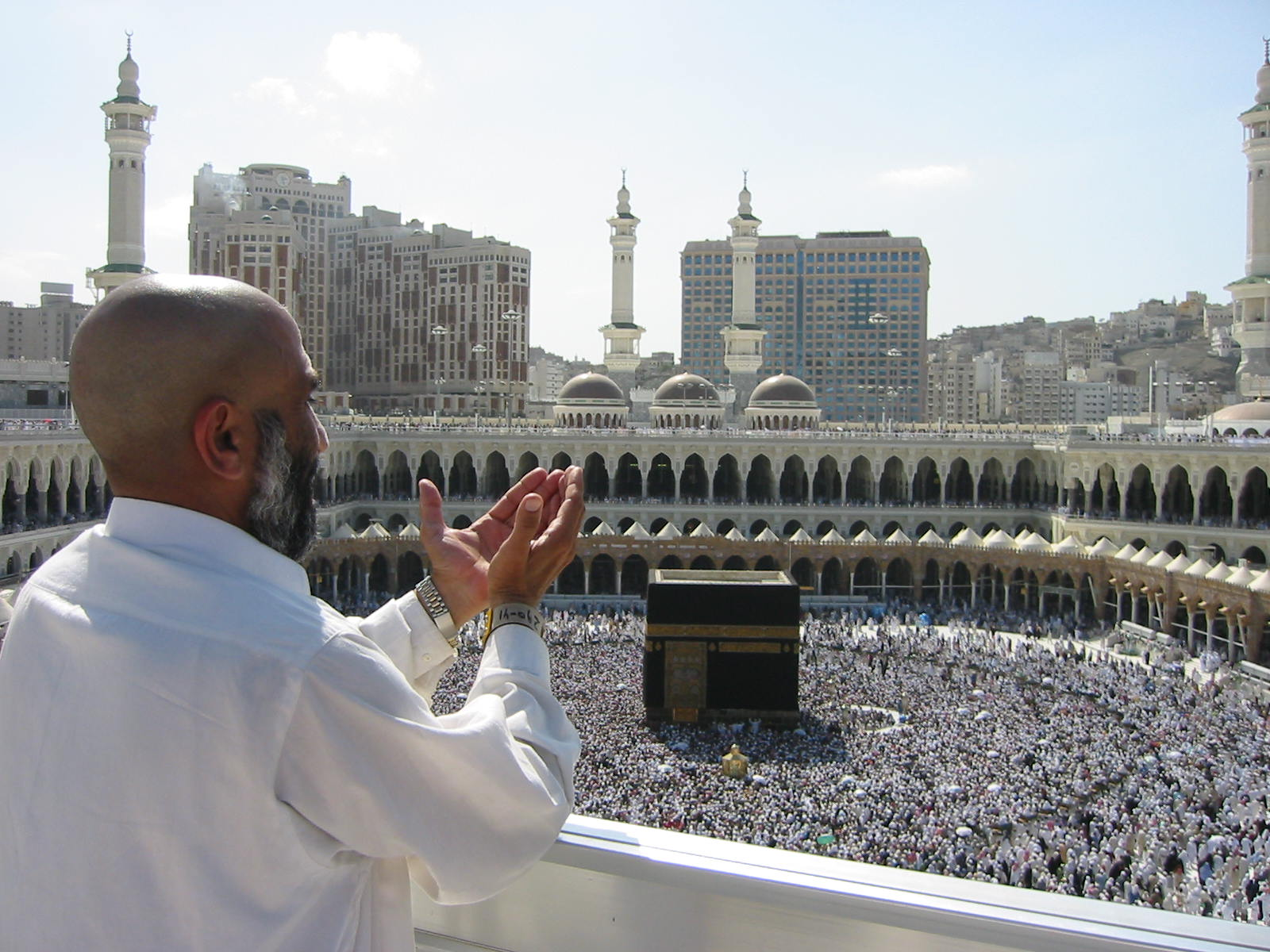
La Kaaba à la Mecque.

- La Mecque, avec la Mosquée sacrée et la Kaaba, est le principal lieu de pèlerinage de l'islam. Elle est à la fois le point d'arrivée du grand pèlerinage appelé Hajj, qui a lieu pendant le mois de Dhou al-hijja et constitue l'un des cinq piliers de l'islam, et du petit pèlerinage appelé Oumra, qui peut également être effectué à d'autres moments de l'année. Dans le cadre de ces deux pèlerinages, la Mecque est visitée chaque année par plusieurs millions de personnes.
- Outre la Mecque, l'islam connaît d'autres lieux de sépulture et lieux saints vers lesquels des pèlerinages de Ziyarat sont effectués. Le lieu de pèlerinage le plus connu de ce type est la ville de Médine, où se trouve la tombe du prophète Mahomet. Les lieux de pèlerinage qui sont des destinations de pèlerinages de Ziyarat sont appelés Mazār. Ce terme a par exemple donné son nom à la ville de Mazâr-e Charîf, où se trouve un mausolée d'Ali bien connu.
- Outre La Mecque et Médine, les chiites des Douze ont des lieux de pèlerinage supplémentaires, dont les plus importants sont Nadjaf, Kerbela, Al-Kāẓimiyyah (en) et Samarra en Irak, où se trouvent des tombes d'imams chiites. Ensemble, ces lieux constituent ce que l'on appelle les « seuils sacrés » (ʿAtabāt muqaddasa) du chiisme[3].

### Hindouisme
Dans l'hindouisme, les rivières, entre autres, sont considérées comme sacrées, la plus importante étant le Gange, incarnation de la déesse Ganga. Les lieux de pèlerinage importants sont donc souvent situés près de rivières, de sources de rivières ou de points de rencontre de rivières. En voici quelques exemples :
- Varanasi, le principal lieu de pèlerinage hindou, où le Gange coule vers le nord en direction de sa source ;

- Haridwar, où se trouve le plateau des sources du Gange dans les montagnes de l'Himalaya ;
- Prayagraj, où se déroule le Kumbh Mela tous les douze ans ;
- Amarnath, lieu de révélation de Shiva sous la forme d'un lingam de glace ;
- Pushkar ;
- Purî avec le temple de Jagannath, accessible uniquement aux hindous ;
- À Kanchipuram, Shiva et Vishnou sont honorés de la même manière dans plusieurs temples ;
- À Madurai se trouve le temple de Mînâkshî ;
- Rameswaram.

### Bouddhisme
Le bouddhisme compte de nombreux lieux de pèlerinage. On considère que les cinq plus importants sont :
- Lumbini, lieu de naissance de Bouddha ;
- Bodhgaya, le lieu de l'Illumination ;
- Sarnath, le lieu du premier sermon (mise en route de la roue de l'enseignement (dharmachakra)) ;
- Kushinagar, le lieu de l'extinction totale Parinirvana ;
- Borobudur, l'un des plus grands temples bouddhistes d'Asie du Sud-Est.

### Bahai
- Le sanctuaire de Baháʼu'lláh dans la ville israélienne d'Acre, où est conservée la dépouille de Bahāʾ-Allāh, le fondateur de la religion du bahaïsme ;
- Le sanctuaire de Bab au Centre mondial bahá'í dans la ville israélienne de Haïfa, où est conservée la dépouille de Bab, le fondateur de la religion babie.